# 泰尔米
泰尔米（希臘語：Θέρμη）是希腊中马其顿大区塞萨洛尼基专区的市镇。市镇面积为382.11平方公里，2021年人口数量为55,358人。
现今范围的市镇设立于2011年地方政府改革中，由原3个市镇合并而成，原市镇则成为此市镇的3个市区。泰尔米市区（即原泰尔米市镇）的面积为100.943平方公里，2021年人口数量为28,630人。